# Sande (Sierra Leone)

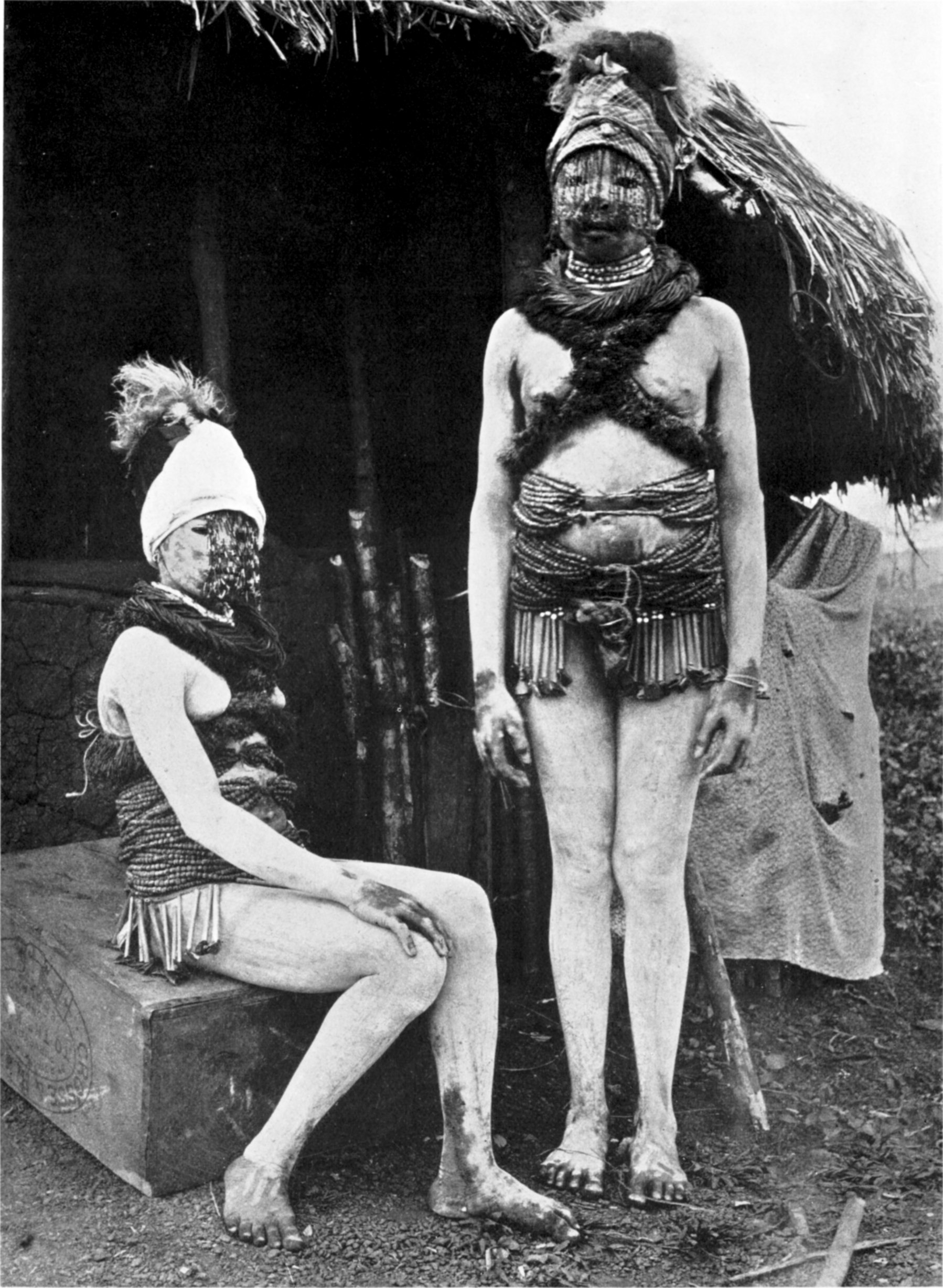
Członkinie Sande

Sande – tajne bractwo funkcjonujące wśród ludu Mende w Sierra Leone.
Jest bractwem żeńskim, jego odpowiedniki funkcjonują również w innych grupach etnicznych kraju. W każdej społeczności Mende może funkcjonować kilka oddziałów Sande, co ma z reguły związek ze sposobem funkcjonowania elity bractwa. Podstawowym zadaniem Sande jest przygotowanie i przeprowadzenie rytuałów przejścia, wyznaczających przemianę młodych dziewcząt w kobiety. Pozostałe jego funkcje to przygotowywanie młodych kobiet do stania się przykładnymi matkami i członkiniami społeczności oraz przechowywanie tradycyjnych receptur zielarskich czy leków.
Poszczególne komórki Sande rywalizują ze sobą, próbując przyciągnąć do siebie młode dziewczęta. Rodzice młodych kobiet płacą za szkolenie oraz utrzymanie swych córek. Cały proces dawniej trwał mniej niż rok, współcześnie uległ znaczącemu skróceniu. Tradycyjną jego częścią składową jest chociażby wycięcie łechtaczki.
Kobiety, które przeszły przeprowadzane przez Sande rytuały, z reguły zawierają związek małżeński bezpośrednio po specjalnej ceremonii wieńczącej ich wysiłek. Podczas owej ceremonii ma miejsce symboliczny występ ducha Sande. Osoba odgrywająca ducha występuje w specjalnym kostiumie, cała pomalowana na czarno, nosi także specyficznie rzeźbioną maskę.
Sande zapewnia też tworzącym je kobietom możliwość awansu w organizacyjnej hierarchii. Pozycja członkini w strukturach uzależniona jest od jej osiągnięć oraz zasług dla bractwa. Wiedza medyczna zgromadzona przez Sande była badana przez sierraleońskiego lekarza, zielarza i duchownego Johna Augustusa Abayomi-Colego.
Analogiczną do Sande rolę wśród chłopców i mężczyzn pełni Poro.